# Signalisation en cabine
La signalisation en cabine ou de cabine consiste à afficher les informations habituellement données par la signalisation latérale directement en cabine. Ceci est devenu nécessaire avec l'avènement des trains à grande vitesse, ouvrant des vitesses commerciales très élevées : le temps de présence d'un signal dans le champ de vision du conducteur est considéré comme insuffisant, aux vitesses supérieures à 160 km/h, pour avoir l'assurance qu'il soit vu et correctement interprété.

## Principe
La signalisation en cabine indique au conducteur la vitesse limite qu'il ne doit pas dépasser et annonce les réductions de vitesse à effectuer (jusqu'à 0 km/h si l'arrêt est nécessaire) ; suivant le système le conducteur sera également averti d'une zone où le(s) pantographe(s) doi(ven)t être abaissé(s), où toute demande de courant doit être suspendue, etc.
Tous les systèmes de signalisation en cabine effectuent en même temps un contrôle de la vitesse.
Une signalisation latérale peut être installée en plus de la signalisation en cabine, soit pour pallier les éventuelles défaillances de la signalisation en cabine, soit pour permettre à des convois non équipés de circuler sur le tronçon. Plusieurs systèmes de signalisation en cabine peuvent également être installés sur un même tronçon.

## Exemples de systèmes de signalisation en cabine
- TVM
- LZB
- TBL 2/3
- ATB
- ETCS
- SACEM
- OURAGAN